# Personensicherheitsprüfung
Die Personensicherheitsprüfung ist ein Prüfverfahren in der Schweiz, dieser werden bestimmte Bundes- und Kantonsangestellte, Armeeangehörige und weitere Personen von sicherheitsrelevanten öffentlichen Instanzen vor und während ihrer Einstellung unterzogen.

## Rechtsgrundlage
- „Bundesgesetz über Massnahmen zur Wahrung der inneren Sicherheit“ (BWIS, 1997)
- „Verordnung über die Personensicherheitsprüfungen“ (PSPV, 2001)

## Prüforgane
Zuständig für die Überprüfungen ist eine Fachstelle für Personensicherheitsprüfungen in der Abteilung
Informations- und Objektsicherheit des Eidgenössischen Departements für Verteidigung, Bevölkerungsschutz und Sport (VBS), welche die Sicherheitsprüfungen zusammen mit den Sicherheitsorganen des Bundes und der Kantone gemäss Bestimmungen der obigen Verordnung durchführt.

## Prüfung
Die Personensicherheitsprüfung wird mit dem Einverständnis der betroffene Person, abhängig von ihrem möglichen Informationszugang, der die öffentliche Sicherheit tangiert, in drei Abstufungen durchgeführt:
- Grundsicherheitsprüfung – für Personen, die Zugang zu vertraulichen Informationen haben
- erweiterte Sicherheitsprüfung – für Personen, die Zugang zu geheim klassifizierten Informationen haben
- erweiterte Sicherheitsprüfung mit Befragung – für Personen, die auf die Regierungstätigkeit oder wichtige sicherheitspolitische Geschäfte Einfluss nehmen können oder bedeutendste Geheimnisträger sind

Die Prüfungen müssen von den Anstellungsinstanzen veranlasst und spätestens nach fünf Jahren oder bei der Erhöhung des sicherheitsrelevanten Status der betroffene Person wiederholt werden. Die Unterlagen der Sicherheitsprüfung dürfen ausschliesslich zur Risikobeurteilung – oder in einem Strafverfahren des Bundes gegen die betroffene Person – verwendet werden. Erhobene Daten mit Vermutungen oder blossen Verdächtigungen werden vernichtet. Das Ergebnis der Sicherheitsprüfung  wird meistens innerhalb drei Monaten der geprüften Person und ihrem Arbeitgeber als Verfügung eröffnet.
Das Prüfergebnis wird nach der Beurteilung des möglichen Sicherheitsrisikos, das die geprüfte Person trägt, in vier Stufen klassifiziert:
- positive Risikoverfügung (kein Sicherheitsrisiko)
- Risikoverfügung mit Auflagen (Sicherheitsrisiko mit Vorbehalt)
- negative Risikoverfügung (Sicherheitsrisiko)
- Feststellungsverfügung (Datenmangel für eine Risikobeurteilung)

Der Arbeitgeber wird nicht zwingend zu dieser Prüfverfügung gebunden, er entscheidet autonom über eine Anstellung oder Weiterbeschäftigung der betroffenen Person. Ein von der Verfügung abweichender Entscheid der Anstellungsinstanz muss aber der Fachstelle für Personensicherheitsprüfungen mitgeteilt werden, die die Prüfunterlagen während der Beschäftigungsdauer der geprüften Person aufbewahrt und danach dem Bundesarchiv übergibt.

## Weblink
- Verordnung über die Personensicherheitsprüfungen (PSPV) vom 19. Dezember 2001 in HTML oder PDF